# مانوئل فرناندز (بازیکن فوتبال، زاده ۱۹۸۶)
مانوئل فرناندز (پرتغالی: Manuel Fernandes؛ زادهٔ ۵ فوریهٔ ۱۹۸۶) بازیکن فوتبال اهل پرتغال است که در پست هافبک بازی می‌کرد.وی در تیر سال ۱۴۰۴ از دنیای فوتبال خداحافظی کرد.